# Poeciloptera circulata
Poeciloptera circulata är en insektsart som först beskrevs av Gutrin-mtneville 1844.  Poeciloptera circulata ingår i släktet Poeciloptera och familjen Flatidae. Inga underarter finns listade i Catalogue of Life.